# Вектор Пойнтінга

Вектор Пойнтінга або вектор Умова — Пойнтінга — вектор густини потоку енергії електромагнітного поля, що характеризує спрямовану передачу енергії електромагнітного поля через одиницю площі за одиницю часу. У системі SI вектор Пойнтінга вимірюється у Вт/м².
Для електромагнітного поля у вакуумі Вектор Пойнтінга {\displaystyle {\overrightarrow {S}}} можна визначити через векторний добуток двох векторів:
{\displaystyle {\overrightarrow {S}}={\frac {c}{4\pi }}[{\overrightarrow {E}}\times {\overrightarrow {H}}]} (у системі СГС),
{\displaystyle {\overrightarrow {S}}=[{\overrightarrow {E}}\times {\overrightarrow {H}}]} (в Міжнародній системі одиниць (SI)),
де {\displaystyle {\overrightarrow {E}}} і {\displaystyle {\overrightarrow {H}}} — вектори напруженості електричного і магнітного полів відповідно.

## Рівняння неперервності
Вектор Пойнтінга і густина енергії електромагнітного поля W задовольняють рівняння неперервності
{\displaystyle {\frac {\partial W}{\partial t}}+{\text{div}}\;{\overrightarrow {S}}=0}